# خافيير مارتي
خافيير مارتي (بالإسبانية: Javier Martí)‏ مواليد 11 يناير 1992 في مدريد، هو لاعب كرة مضرب إسباني بدأ مسيرته كمحترف سنة 2009 يلعب باليد اليمنى ويحتل حالياً المرتبة رقم. 498 (19 يناير 2015) في تصنيف رابطة محترفي كرة المضرب. أعلى تصنيف له في الفردي كان المركز الـ 170 في سنة 2012. أعلى تصنيف له في الزوجي كان المركز الـ 201 في سنة 2012.

## روابط خارجية
- خافيير مارتي على موقع رابطة محترفي التنس (الإنجليزية)
- خافيير مارتي على موقع الاتحاد الدولي لكرة المضرب (الإنجليزية)
- خافيير مارتي على موقع خلاصة التنس.كوم (الإنجليزية)